# Joaquín Baleztena

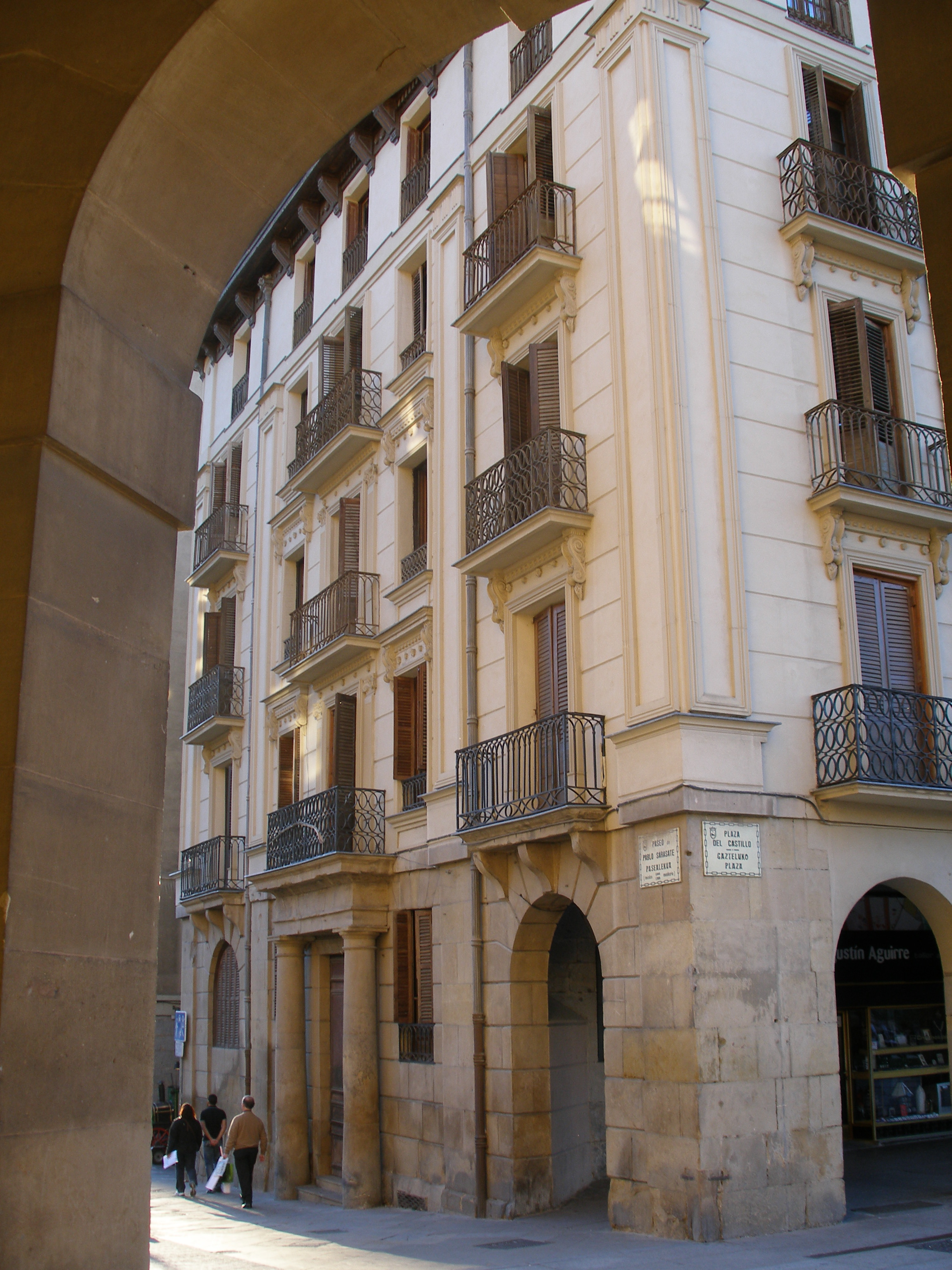
Casa de la familia Baleztena en Pamplona.

Joaquín Baleztena Azcárate (Pamplona, 1883-id., 1978) fue un abogado y político español de ideología carlista. 

## Concejal y Diputado
Concejal carlista del Ayuntamiento de Pamplona entre 1910 y 1913 y diputado a Cortes integrado en Alianza Foral entre 1919 y 1923.
Durante la Segunda República Española, desempeño los cargos carlistas de Jefe regional y presidente de la Junta Regional navarra, siendo así nombrado por Jaime de Borbón y confirmado por Alfonso Carlos. Durante la "sanjurjada" de 1932, la casa familiar de los Baleztena en el Paseo Sarasate de Pamplona, sufrió un conato de incendio. (Ver "Víctimas de la Guerra Civil en Navarra")

## Los cambios organizativos en la Guerra Civil
Desde la sublevación militar de 1936, la "Junta Regional Carlista" fue relegada al ostracismo y en su lugar actuó la "Junta Central de Guerra", surgida a instancias del jefe de Orden Público el coronel Alfonso Beorlegui, en la noche del 19 al 20 de julio en el Palacio de la Diputación. Dicha reunión fue presidida por José Martínez Berasain, aunque nominalmente seguía figurando Baleztena como presidente y la modificación fue aceptada por las autoridades nacionales del partido, probablemente debido a la equívoca actuación de la Junta Regional durante las negociaciones con el general Emilio Mola.
Baleztena como jefe regional carlista de Navarra, aunque ya solo de forma nominal, el 24 de julio hizo un llamamiento a los carlistas para evitar los fusilamientos extrajudiciales que se estaban llevando en Navarra con las siguientes palabras:

"Los carlistas, soldados, hijos, nietos y biznietos de soldados, no ven enemigos más que en el campo de batalla. Por consiguiente, ningún movilizado, voluntario ni afiliado a nuestra inmortal comunión, debe ejercer actos de violencia y evitar que ante ellos se cometan. Para nosotros no existen más actos de represalia lícita que los que la autoridad militar, siempre justa y ponderada, se crea en el deber de ordenar".
Joaquín Baleztena. 24 de julio de 1936.

Cuando Manuel Fal Conde dispuso el 28 de agosto la suspensión durante la guerra de todas las juntas provinciales y locales carlistas, quedando absorbidas por las Comisarías y Juntas de Guerra, Martínez Berasain fue nombrado comisario de Navarra y Baleztena quedó como presidente honorario de la Junta Central Carlista de Guerra de Navarra.

## Su actividad durante la dictadura franquista
En 1939 fue nombrado presidente de la nueva Junta Regional y del Consejo de Administración de "Editorial Navarra, S.A." hasta febrero de 1942. Miembro del Consejo Foral Administrativo en marzo de 1949. Tras un largo paréntesis fue designado nuevamente jefe regional carlista de Navarra en 1951. Presidente del Consejo de Administración del El Pensamiento Navarro de ideario carlista. En julio de 1970 cesó a su director, Javier María Pascual por considerar que planteaba posiciones socialistas y progresistas en el ámbito religioso, que no eran compatibles con el carlismo. Expresión de la evolución de una parte del carlismo a un socialismo autogestionario
El 17 de diciembre de 1971 dimitió de presidente del Consejo de Administración porque no estaba de acuerdo con la destitución por dicho Consejo del director José Javier Echave Sustaeta.
Otros miembros de su familia, como sus hermanos Ignacio Baleztena Azcárate y Dolores Baleztena, también han ocupado puestos de relevancia en la sociedad navarra en ámbitos culturales y políticos.